# Епархия Паленсии
Епархия Паленсии (лат. Dioecesis Palentinus, исп. Diócesis de Palencia) — католическая епархия латинского обряда, расположенная в провинции Паленсия, Испания.

## История
Епархия Паленсии принадлежит к числу старейших христианских епархий на Пиренейском полуострове, она была основана в III веке. Расцвет епархии пришёлся на период вестготского королевства, сохранились имена пяти епископов Паленсии — Мурило, Конансио, Аскарио, Конкордио и Баруальдо, которые подписывали акты Толедских соборов в период с 589 по 693 года.
Епархия уничтожена во время арабского завоевания Испании, восстановлена спустя три века, в 1034 году, королями Санчо III и Бермудо III. С момента восстановления епархии в 1034 году до настоящего времени епархией управляли 96 епископов.
Границы епархии были чётко установлены в 1059 году и менялись с тех пор лишь однажды, в 1595 году, когда часть территории епархии Паленсии перешла к вновь образованной епархии Вальядолида.

## Современное состояние
Епархия объединяет приходы провинции Паленсия и является суффраганной по отношению к архиепархии Бургоса. С 2010 года епархию возглавляет епископ Эстебан Эскудеро Торрес. Кафедральный собор епархии — собор Святого Иоанна Крестителя в городе Паленсия. Святой покровитель епархии — Антонин Памьерский, также большим почитанием в епархии пользуются святой Педро Регаладо, святой Франциск де Капильяс, святой Рафаэль Арнаис Барон и ряд других святых тем или иным образом связанные с Палесией.
По данным на 2004 год епархия насчитывала 174 471 католиков, 455 приходов и 335 священников.